# Laos na Letnich Igrzyskach Olimpijskich 2000
Reprezentacja Laosu na Letnich Igrzyskach Olimpijskich 2000 w Sydney liczyła trzy osoby: dwóch mężczyzn i jedną kobietę.

## Występy reprezentantów Laosu

### Lekkoatletyka
Mężczyźni 100m
- Sisomphone Vongpharkdy
  - Runda 1 — 11.47 (nie awansował dalej)

Maraton kobiecy
- Sirivanh Ketavong
  - Finał — 3:34:27 (45. miejsce)

### Pływanie
Mężczyźni 50 m w stylu dowolnym
- Sikhounxay Ounkhamphanyavong
  - Eliminacje - 27.03 (nie awansował dalej)